# Johann Philipp Juncker
Johann Philipp Juncker, auch Junker, (* in Waltershausen; † 1706 in Oldisleben) war ein deutscher lutherischer Theologe.

## Leben
Als Sohn des Beamten Johann Matthaeus Juncker, der Sohn des Bürgermeisters Johann Juncker war und 1703 verstarb, wurde Johann Philipp Juncker in Waltershausen geboren. Auf einem Gymnasium in Gotha vorgebildet, bezog er die Universität Jena zum Theologiestudium, danach die Universität Leipzig. Diese ernannte ihn am 29. Januar 1685 zum Magister. Nach Römhild kam er im folgenden Jahr als Rektor und Hofdiakon. In Koblenz wurde er 1687 Professor für die griechische Sprache und für Poesie. 1692 wurde er Pfarrer in Molsdorf. Schließlich wurde er in Oldisleben Pfarradjunkt und Assessor des geistlichen Gerichts. Dort starb er 1706 an einem Schlaganfall.
Juncker veröffentlichte mit anderen das Gesangbuch der Stadt Nordhausen. Seit 1703 veröffentlichte er außerdem eine Sammlung seiner und seines Vaters geistlicher Gedichte. Sein Bruder war der Jurist Johann Georg Juncker.

## Werke
- Geistliche Hauslieder (erste Auflage 1703, zweite 1704, dritte 1705; bei der Herausgabe der vierten starb er)